# Wesley Vale
Wesley Vale är en ort i Australien. Den ligger i regionen Latrobe och delstaten Tasmanien, i den sydöstra delen av landet, omkring 200 kilometer norr om delstatshuvudstaden Hobart. Antalet invånare är 504.
Närmaste större samhälle är Devonport, nära Wesley Vale. 
Trakten runt Wesley Vale består till största delen av jordbruksmark. Trakten runt Wesley Vale är nära nog obefolkad, med mindre än två invånare per kvadratkilometer. Genomsnittlig årsnederbörd är 1 279 millimeter. Den regnigaste månaden är augusti, med i genomsnitt 174 mm nederbörd, och den torraste är januari, med 42 mm nederbörd.